# Lincoln Township (comté de Jasper, Missouri)
Lincoln Township est un ancien township, situé à l'ouest, du comté de Jasper, dans le Missouri, aux États-Unis,.
Le township est baptisé en référence à Abraham Lincoln, 16e président des États-Unis.

### Source de la traduction
- (en) Cet article est partiellement ou en totalité issu de l’article de Wikipédia en anglais intitulé « Lincoln Township, Jasper County, Missouri » (voir la liste des auteurs).